# Tatort: Die Ballade von Cenk und Valerie
Die Ballade von Cenk und Valerie ist die 837. Folge aus der Fernsehkrimireihe Tatort. Sie wurde vom NDR produziert und am 6. Mai 2012 im Ersten erstausgestrahlt. Regie führte Matthias Glasner, der auch das Drehbuch schrieb. Der Film ist der sechste und letzte Fall des verdeckten Ermittlers vom LKA Cenk Batu (Mehmet Kurtuluş).

## Handlung
Unter dem neuen Bundeskanzler Grasshoff werden mehrere verdeckte Ermittler, darunter Hauptkommissar Batu, in Banken eingeschleust, um Beweise für illegale Finanztransaktionen zu sammeln. In Hamburg konzentrieren sich die Ermittlungen bald auf den Trader Andreas Dobler, der die Profikillerin Valerie auf den Kanzler angesetzt hat.
Valerie hat eine autismusähnliche Störung, aufgrund derer sie ein „eiskalter Engel“ ohne Empathie, jedoch mit ungewöhnlich analytischem Verstand ist. Sie wird verdächtigt, in den 1980er Jahren 19 Mordaufträge ausgeführt zu haben, bis sie untertauchte. Jetzt ist sie todkrank mit ihrem Sohn Kilian zurückgekehrt, den sie weitgehend abgeschottet von anderen Menschen aufgezogen hatte. Sie beschattet Cenk Batu seit Monaten und weiß somit über seine bisherigen Einsätze als verdeckter Ermittler Bescheid. Da sie aufgrund ihres schlechten Gesundheitszustands den Mord am Kanzler nicht selbst ausführen kann, entführt sie Batus schwangere Freundin Gloria. Valerie droht damit, Gloria umzubringen, wenn Batu nicht den Bundeskanzler vor laufenden Fernsehkameras tötet. Um Batu, der sich nicht an Absprachen mit Valerie hält, zu bestrafen und zu unterstreichen, dass sie eine ernstzunehmende Gegnerin ist, tritt sie Gloria in den Bauch und löst dadurch eine Fehlgeburt aus.
Batu, der dies am Telefon mitbekommt, trifft daraufhin den Bundeskanzler, der zu Besprechungen in der Handelskammer Hamburg in der Stadt ist. Er scheitert allerdings damit, den Kanzler zu einer fiktiven Erschießung zu überreden. So ergreift er kurzerhand die Waffe eines Personenschützers und macht sich auf den Weg, seine Freundin zu befreien. In einer Arztpraxis kann Batu zwar Valerie, Kilian und Gloria ausfindig machen, es gelingt ihm aber nicht, letztere zu befreien.
In der Zwischenzeit findet Batus Chef Uwe Kohnau heraus, dass das geplante Attentat nicht, wie bisher vermutet, eine Verschwörung gegen die Politik des Kanzlers zur verstärkten Kontrolle der Banken ist. Es handelt sich „lediglich“ um eine skrupellose Wette: Dobler und seine Kollegen hatten auf fallende Kurse nach dem Tod des Kanzlers gesetzt und sich davon horrende Gewinne versprochen.
Um das Leben seiner Freundin zu retten, kehrt Batu in die Handelskammer zurück und nimmt den Bundeskanzler als Geisel. Währenddessen kann sich Gloria befreien, nachdem Valerie ohne Zögern ihren eigenen Sohn erstochen hat, der sich gegen sie gewendet hatte, statt Gloria zur erneuten Bestrafung einen Finger abzuschneiden. Gloria eilt nun zum Gebäude der Handelskammer, wo Batu sich mit dem Kanzler auf der Treppe in Richtung der wartenden Medien begibt. Valerie verfolgt Batus Handeln auf einem Fernsehbildschirm eines Elektrogeschäfts, erliegt jedoch ihrer Krankheit und erlebt das weitere Geschehen nicht mehr. Auch der Trader Dobler und seine Kolleginnen und Kollegen verfolgen die Fernsehübertragung aus der Handelskammer, jubelnd vor Vorfreude auf die in Aussicht stehenden Gewinne durch den Tod des Kanzlers, jedoch wird ihnen letztlich der Strom abgestellt. Als Batu entdeckt, dass Gloria frei ist, nimmt er seine auf den Kanzler gerichtete Waffe herunter und wird vom SEK niedergeschossen. Schwer verletzt wird Batu in eine Klinik transportiert, wo er schließlich im Operationssaal verstirbt.

## Hintergrund
Die Ballade von Cenk und Valerie wurde vom Studio Hamburg für den NDR produziert. Die Dreharbeiten fanden vom 22. November 2011 bis 22. Dezember 2011 in Hamburg statt.

## Rezeption

### Einschaltquoten
Die Erstausstrahlung von Die Ballade von Cenk und Valerie am 6. Mai 2012 wurde in Deutschland insgesamt von 7,08 Millionen Zuschauern gesehen und erreichte einen Marktanteil von 19,9 % für Das Erste; in der Gruppe der 14- bis 49-jährigen Zuschauer konnten 2,59 Millionen Zuschauer und ein Marktanteil von 17,0 % erreicht werden.

### Kritik
„Am Anfang sind fast alle allein. Am Ende sind fast alle tot. Und die nicht tot sind, sind wieder allein. Ein großartiger Tatort.“

„Cenk Batu alias Mehmet Kurtulus tritt ab mit einem televisionären Paukenschlag. Ein „Tatort“ als todessehnsüchtige Ballade, komponiert wie ein Song, atmosphärisch, pulsierend, physisch und thematisch spektakulär: Der Kanzler soll getötet werden – und Cenk Batu soll es übernehmen. Und auch der Finanzmarkt bekommt (surreal!) ziemlich was ab! Kamera von Meisterhand, gigantischer Schnitt, soghaftes Sounddesign, grandioses Spiel. Harfouch als autistischer Killer, der aus einem Vakuum kommt, ohne Psychologie und doch zutiefst stimmig. Auch Batu mutiert zur Menschmaschine. Das ist „bigger than life“. Intelligentes, wildes Fernsehen! Dieser „Tatort“ bietet reichlich Stoff für heiße Diskussionen!“

„Unwürdiger Abgang für Mehmet Kurtulus: In seiner letzten Folge als Cenk Batu soll er für Börsenspekulanten den Bundeskanzler töten. Weil ein wahnwitziges Drehbuch mit unbestreitbaren Tendenzen zu erhabener Blödheit es so will.“